# The English Game
The English Game är en brittisk historisk dramaserie från 2020 som har svensk premiär på Netflix den 20 mars 2020. Den första säsongen består av sex avsnitt. Seriens manus har skrivit av bland andra Tony Charles, Oliver Cotton och Julian Fellowes.

## Handling
Serien handlar om historien om hur fotbollen uppfanns och utvecklades till världens största sport. Serien följer två fotbollsspelare med ursprung från olika klasser och som kämpar med såväl professionella och privata utmaningar för att förändra sporten.

## Rollista (i urval)
- Joncie Elmore - Ted Stokes
- Kerrie Hayes - Doris Platt
- Kelly Price - Lydia Cartwright
- Lara Peake - Betsy Cronshaw
- Sammy Hayman - Davy Burns
- Kevin Guthrie - Fergus Suter